# 马勒塞尔布大道
马勒塞尔布大道（Boulevard Malesherbes）是巴黎第八区和十七区的一条街道，介于马德莱娜广场（place de la Madeleine）和托克维克路（rue de Tocqueville）之间。

## 历史
1808年9月10日，根据法兰西第一帝国的一项法令，开辟从玛德莱娜广场到蒙索屏障（Barrière de Monceau）的干道，并以法国政治家，路易十五和路易十六的图书馆馆长，以及受审时的律师纪尧姆-克雷蒂安·德·拉马纽·德·马勒泽布（Chrétien-Guillaume de Lamoignon de Malesherbes）命名。但是实际开辟这条道路，是法兰西第二帝国时期，由奥斯曼男爵主持开辟，1863年拿破仑三世为这条大道揭幕。

## 建筑
- 9号：从1873年到1900年，马塞尔·普鲁斯特一家住在一楼